# Traditionsägyptisch
Das Traditionsägyptische (alias Égyptien de tradition) ist eine im antiken Ägypten ab dem späteren Neuen Reich bis in die griechisch-römische Zeit (14. Jh. v. Chr. – 4. Jh. n. Chr.) künstlich gepflegte, literarische und religiöse hieroglyphische Schriftsprache. Sie basiert auf älteren Chronolekten des Ägyptischen, insb. dem Mittelägyptischen (daher auch als „Neo-Mittelägyptisch“ oder „Spätmittelägyptisch“ bezeichnet), aber beinhaltet fallweise auch Charakteristika des Altägyptischen, Neuägyptischen oder ggf. Demotischen.
Üblicherweise werden mehr aufgrund signifikant unterschiedlicher Orthographie, denn aufgrund sprachlicher Charakteristika, unterschieden:
- klassisches Traditionsägyptisch, geschrieben im klassischen hieroglyphischen Schriftsystem (ab 14. Jh. v. Chr.)
- „Ptolemäisch“ (Traditionsägyptisch der griechisch-römischen Zeit mit eigenem, charakteristischem hieroglyphischem, ‚ptolemäischem‘ Schriftsystem; ab 4. Jh. v. Chr.)

Die letzte, traditionsägyptische hieroglyphische Inschrift datiert ans Ende des 4. Jh. n. Chr.

## Varianz
Konkrete traditionsägyptische Texte oder Textgruppen zeigen dabei fallweise unterschiedliche Mischungen älterer ägyptischer Grammatikphänomene und älteren Vokabulars, und vereinzelt zeigen sie auch historisch nicht belegte, eigentümliche Grammatikphänomene. Daher wäre es sinnvoll, von „Traditionsägyptisch-Varietäten“ (franz. elegant pluralisch: Égyptiens de tradition) zu sprechen.

### Zum klassischen, vor-ptolemäischen Traditionsägyptischen
- Pascal Vernus: Traditional Egyptian I (Dynamics), https://escholarship.org/uc/item/0bg342rh, in: UCLA Encyclopedia of Egyptology, 1(1). 2016.
- Karl Jansen-Winkeln: Spätmittelägyptische Grammatik der Texte der 3. Zwischenzeit (= Ägypten und Altes Testament. Band 34). Harrassowitz, Wiesbaden 1996, ISBN 3-447-03800-4.
- Jacqueline Lustman: Étude grammaticale du Papyrus Bremner-Rhind, Paris 1999.
- Peter Der Manuelian: Living in the Past. Studies in Archaism of the Egyptian Twenty-sixth Dynasty (= Studies in Egyptology), Kegan Paul International, London 1994.
- Daniel A. Werning: Das Höhlenbuch. Textkritische Edition und Textgrammatik (= Göttinger Orientforschungen, IV. Reihe: Ägypten. Band 1, Nr. 48). Otto Harrassowitz, Wiesbaden 2011, ISBN 978-3-447-06635-8.

### Zum Ptolemäischen
- Åke Engsheden: Traditional Egyptian II (Ptolemaic, Roman), https://escholarship.org/uc/item/8g73w3gp, in: UCLA Encyclopedia of Egyptology, 1(1). 2016.
- Dieter Kurth: Einführung ins Ptolemäische. 2 Bände. Backe-Verlag, Hützel 2007/2008, ISBN 978-3-9810869-1-1, ISBN 978-3-9810869-3-5.
- Penelope Wilson: A Ptolemaic lexikon: a lexicographical study of the texts in the Temple of Edfu (= Orientalia Lovaniensia analecta. Band 78). Peeters, Leuven 1997, ISBN 90-6831-933-7.
- Åke Engsheden: La reconstitution du verbe en égyptien de tradition 400-30 avant J.-C. (= Uppsala Studies in Egyptology 3), Uppsala 2003.